# Rhodt unter Rietburg
Rhodt unter Rietburg är en kommun och ort i Landkreis Südliche Weinstraße i förbundslandet Rheinland-Pfalz i Tyskland.
Kommunen ingår i kommunalförbundet Verbandsgemeinde Edenkoben tillsammans med ytterligare 15 kommuner.